# Цой, Иван Зосимович
Иван Зосимович Цой (18 марта 1924 года, посёлок Находка, Владивостокский уезд, Приморская губерния, Дальневосточная область — 2006 год, Тараз, Казахстан) — звеньевой колхоза «Красная Звезда» Яны-Курганского района Кзыл-Ординской области, Казахская ССР. Герой Социалистического Труда (1949).

## Биография
Родился в 1924 году в корейской семье в посёлке Находка Владивостокского уезда.
В 1937 году депортирован на спецпоселение в Южно-Казахстанскую область. Окончил восемь классов в Яны-Курганском районе. С 1940 года трудился звеньевым рисоводческого звена в колхозе «Красная звезда» Яны-Курганского района.
В 1948 году звено под руководством Ивана Цоя собрало в среднем с каждого гектара по 84,4 центнеров риса на участке площадью 5 гектаров. Указом Президиума Верховного Совета СССР от 20 мая 1949 года удостоен звания Героя Социалистического Труда «за получение высоких урожаев риса при выполнении колхозом обязательных поставок и контрактации по всем видам сельскохозяйственной продукции, натуроплаты за работу МТС в 1948 году и обеспеченности семенами всех культур в размере полной потребности для весеннего сева 1949 года» с вручением ордена Ленина и золотой медали «Серп и Молот».
В конце 1940-х годов избирался секретарём комсомольской организации колхоза «Красная звезда» Яны-Курганского района. В 1951 году участвовал в работе V съезда ЛКСМ Казахстана.
С конца 1950-х годов проживал в Джамбулской области, где трудился агрономом в колхозе «Октябрь» Джамбулского района. С начала 1960-х годов трудился в сельском хозяйстве в селе Аса Джамбулского района.
В 1986 году вышел на пенсию. Пенсионер союзного значения. В последние годы своей жизни проживал в Джамбуле.
Умер в 2006 году. Похоронен на кладбище «Зелёный ковёр» в Таразе.
Память
Его именем названа улица в посёлке Жанакорган.